# 김자은
김자은(金自隱)은 조선 중기의 무신이다. 자는 경둔(敬遯)이고 호는 덕암(德庵)이다. 본관은 경주(慶州)로 고려의 명신(名臣) 김인경(金仁鏡)의 후손이다. 경주부 출신이다.

## 생애
선조 원년(1568년)에 출생하였다. 임진왜란이 발발하자 의병을 일으켰고 경주, 영전, 진영, 울산 등지에서 많은 전공을 세웠다. 전란이 종식된 후 훈련원주부(訓鍊院主簿)에 제수되었으며, 선무원종공신(宣武原從功臣) 삼등(三等)에 녹훈되었다. 인조 10년(1632년) 65세의 나이로 죽었다. 사후 36년 뒤인 현종 9년(1668년)에 자헌대부 병조판서(資憲大夫 兵曹判書)에 추증되었다. 순조 28년(1828)년 후손들이 덕산사(德山祠)를 지어 배향하였으나, 흥선대원군의 서원철폐령으로 고종 5년(1869년) 훼철되었다.

## 참고 문헌
- 경주읍지(慶州邑誌).